# 아널드 베크만
아널드 베크만(Arnold Beckman, 본명: 아널드 오빌 베크만, 본명 영어: Arnold Orville Beckman, 1900년 4월 10일 ~ 2004년 5월 18일)은 미국의 화학자, 발명가, 투자자 및 자선사업가였다. 캘리포니아 공과대학교의 교수였던 그는 1934년 산도(및 알칼리도) 측정 장치인 pH 미터 발명을 바탕으로 베크만 인스트루먼츠(Beckman Instruments)를 설립했다. 이 장치는 나중에 "화학 및 생물학 연구에 혁명을 일으켰다"고 간주된다. 또한 "생명과학의 발전을 위해 개발된 가장 중요한 도구"인 DU 분광 광도계를 개발했다. 베크만은 캘리포니아 최초의 실리콘 트랜지스터 회사인 쇼클리 반도체 연구소(Shockley Semiconductor Laboratory)에 자금을 지원하여 실리콘 밸리를 탄생시켰다. 은퇴 후 그와 그의 아내 메이블(1900~1989)은 미국 최고의 자선가 중 하나로 꼽혔다.

## 같이 보기
- 페어차일드 반도체